# Hilda Geiringer
Hilda Geiringer, aussi connue sous le nom de Hilda von Mises ou Hilda Pollaczeck-Geiringer, née le 28 septembre 1893 à Vienne (Autriche) et morte le 22 mars 1973 à Santa Barbara (Californie, États-Unis) est une mathématicienne autrichienne.

## Biographie
Hilda Geiringer est née à Vienne dans une famille juive. Son père, Ludwig Geiringer, est né en Hongrie et sa mère, Martha Wertheimer, est de Vienne. Ses parents se sont mariés alors que Ludwig travaillait à Vienne en tant qu'ouvrier dans une usine de textile.
Geiringer fait preuve dès le lycée d'une grande aptitude en mathématiques. Ses parents lui apportent leur soutien financier pour qu'elle étudie les mathématiques à l'Université de Vienne. Après avoir reçu son premier diplôme universitaire, Geiringer poursuit ses études de mathématiques à Vienne, où elle obtient son doctorat en 1917 sous la direction de Wilhelm Wirtinger. Sa thèse s'intitule Trigonometrische Doppelreihen et porte sur les séries de Fourier à deux variables. Elle passe les deux années suivantes comme assistante de Leon Lichtenstein, à éditer une revue de mathématiques nommée Jahrbuch über die Fortschritte der Mathematik.
Hilda Geiringer déménage à Berlin en 1921, où elle devient assistante de Richard Edler von Mises à l'Institut de Mathématiques Appliquées de Berlin. Geiringer a dû dépasser sa formation en mathématiques théoriques vers les mathématiques appliquées pour correspondre avec les travaux entrepris à l'Institut de Mathématiques Appliquées. Ses recherches concernent alors les statistiques, la théorie de la probabilité et la théorie mathématique de la plasticité. Elle soumet un manuscrit pour obtenir la qualification nécessaire au grade équivalent de Maîtresse de Conférences à l'Université de Berlin, mais il ne lui est pas tout de suite attribué. En 1927, elle devient la première femme, en Allemagne, à obtenir le titre universitaire privat-docent en mathématique appliquée.
Geiringer perd le droit d'enseigner à l'université en décembre 1933. En fait, elle est admise en entretien pour le rang académique de Professeur des universités (Professor extraordinarius est le terme correspondant) en 1933. Mais la proposition a été suspendue lors de la mise en place de la Loi allemande sur la restauration de la fonction publique du 7 avril 1933, deux mois après la prise de pouvoir d'Adolf Hitler. Cette loi empêche le peuple juif d'exercer dans des positions étatiques comprenant l'enseignement ou la justice. 
Hilda Geiringer quitte l'Allemagne après avoir perdu ses fonctions à l'Université de Berlin.
Elle est envoyée en Belgique, où elle est admise à l'Institut de Mécanique. Elle applique les mathématiques à la théorie des vibrations.
En 1934, Geiringer suit von Mises à Istanbul, où elle est admise au poste de Professeure de Mathématiques et poursuit ses recherches en mathématiques appliquées, statistiques et théorie de la probabilité. Pendant son séjour en Turquie, Hilda est intriguée par les principes de base de la génétique formulés par le moine Augustin Gregor Mendel . De 1935 à 1939, elle consacre ses recherches aux applications de la théorie de la probabilité, pour laquelle elle fait avec von Mises des contributions majeures. Hilda Geiringer est reconnue comme l'une des pionnières de disciplines émergentes telles que la génétique moléculaire, humaine, des plantes, l'hérédité, la génomique, la bio-informatique, la biotechnologie, l'ingénierie biomédicale et l'ingénierie de la génétique, entre autres. Hilda n'a pas reçu une reconnaissance suffisante pour son travail principalement parce que les publications étaient produites à Istanbul et paraissaient dans des journaux turques.
À la mort Atatürk en 1938, Geiringer et sa fille se rendent à Bryn Mawr College en Pennsylvanie, où elle obtient un poste d'enseignante. En plus de ses cours, elle prend part à l'effort de guerre en se chargeant d'une tâche classée secrète pour le Conseil national de la recherche des États-Unis.
En 1942 elle dispense un cours d'été avancé en mécanique à l'Université Brown en ayant pour but d'élever le niveau de l'éducation américaine à celui atteint en Allemagne. Elle prépare de remarquables leçons sur les bases de la géométrie pour la mécanique, qui seront d'ailleurs largement diffusées et utilisées pendant de nombreuses années aux États-Unis, bien que ces cours n'aient pas été publiés à proprement parler. A ce jour, même si l'Université Brown n'a jamais proposé de poste permanent à Hilda, ses notes appartiennent entièrement à l'université.
Geiringer commence ses travaux à Harvard en 1954 tout en conservant son travail à Wheaton. Elle complète et édite les travaux que son mari a laissés après sa mort survenue un an plus tôt. Elle a dû cependant s'assurer d'une bourse de l'Office of Naval Research et Harvard a fini par lui octroyer un poste temporaire d'assistante de recherche en mathématiques. Dans les archives de l'université d'Harvard, il y a huit boîtes avec la mention “MISES, HILDA VON ( Mrs. Richard von Mises, known professionally as Hilda Geiringer ) (Applied Mathematics)” HUG 4574.142. Le contenu de ces boîtes est seulement relatif à des aspects professionnels, tels que ses présentations et articles publiés, ainsi que deux carnets de notes. Les deuxième et troisième boîtes renferment des manuscrits concernant des travaux publiés et font référence à la bibliographie de HUG 4574.160. <\ref> Voir la version anglaise de l'article pour la citation exacte (non traduite) <\ref>
En 1956, l'université de Berlin lui octroie le titre de Professeure émérite et un salaire complet ; peut-être pour apaiser la culpabilité du groupe ou bien pour ajouter un grand nom à son tableau.
En 1959, Geiringer devient Chercheuse de l'Académie américaine des arts et des sciences. La même année, elle prend officiellement sa retraite à Wheaton, qui lui présente la récompense honorifique de Docteure en Sciences. Elle était également Chercheuse de l'Institut de statistique mathématique.

## Vie privée
La même année de son arrivée à Berlin, en 1921, elle se marie avec Felix Pollaczek. Il est lui aussi né à Vienne dans une famille juive et a étudié à Berlin. Felix obtient son doctorat en 1922 et travaille pour le Service Postal berlinois, en appliquant des méthodes mathématiques aux communications téléphoniques. Hilda et Félix ont une fille Magda en 1922, mais ils divorcent. Hilda élève l'enfant pendant qu'elle travaille pour von Mises et part avec elle en Belgique.
Hilda et Richard se marient en 1943 et elle quitte son travail (elle donnait des cours à mi-temps au Bryn Mawr College) pour être près de son mari. Elle enseigne pendant la semaine et voyage chaque week-end à Cambridge pour rejoindre von Mises. Ce dernier meurt en 1953.

## Discriminations
Elle candidate dans d'autres universités de la Nouvelle-Angleterre, mais ces dernières n'y donnent pas suite, faisant ouvertement preuve de discrimination envers les femmes. Geiringer absorbe ces injustices en se disant que si elle parvient à améliorer la situation pour les générations de jeunes femmes alors elle aura eu un impact positif. Elle n'a jamais abandonné ses recherches et écrit en 1953 : « I have to work scientifically, besides my college work. This is a necessity for me; I never stopped it since my student days, it is the deepest need of my life. » En réponse à une de ses candidatures elle reçoit : 
« I am sure that our President would not approve of a woman. We have some women on our staff, so it is not merely prejudice against women, yet it is partly that, for we do not want to bring in more if we can get men. »
Le 23 juin 1939, Harlow Shapley un professeur d'astronomie à Harvard a écrit à l'attention de Radcliffe College à propos de Hilda. Bien que Radcliffe et Harvard soient des sister schools (en) et que Radcliffe ait attiré des professeurs et autres ressources d'Harvard, les diplômés de Radcliffe n'obtenaient pas la reconnaissance de Harvard jusqu'en 1963. Alors que Hilda étaient une mathématicienne et enseignante d'un niveau supérieur à ce que Harvard pouvait proposer aux étudiantes de Radcliffe, elle n'obtint jamais de véritable poste pour autant.
Le 7 mars 1941, Oswald Veblen a écrit une lettre à son propos : « You know of course that there is more and more demand for knowledge of statistics in several sciences. It is very desirable that when possible the courses in statistics should be given by people who are well-grounded mathematically as well as interested in its applications. Teachers who satisfy both of these conditions are by no means common. ». Il conclut par « Mrs. Geiringer is perhaps the only woman who satisfies both conditions. » Trois jours plus tard, Hermann Weyl écrit : « In her field of applied mathematics, and especially in mathematical statistics, she is a first-rate scholar of great experience and accomplishment. » et ajoute : « in my opinion applied mathematics, which forms the bridge from abstract mathematics to the more concrete neighbor sciences, has up to now been unduly neglected in this country; that in the present circumstances its importance has increased considerably. »
Le 28 mai 1943, Hilda écrit à Hermann Weyl à l'Institute for Advanced Study à Princeton : « I am certainly conscious of the fact that it is hard for a refugee + woman to find something. Nevertheless I have not quite given up hope. I need not say that a research position would be just as welcome to me as teaching” » ; « I hope there will be better conditions for the next generations of women. » ; « In the meantime, one has to go on as well as possible »